# Кратом
Крато́м (лат. Mitragyna speciosa) — крупное дерево родом из Юго-Восточной Азии; вид рода Митрагина семейства Мареновые (Rubiaceae).
Впервые описано голландским ботаником Питером Корталсом.
Свойства кратома издавна признаны в регионе его произрастания, а сейчас стали известны и в других частях мира.

## Распространение
Вид происходит из тропических районов Юго-Восточной Азии. Естественным образом произрастает на территории Таиланда и Майлазии, в Индонезии встречается на островах Калимантан и Суматра, на Филиппинах — Лусон, Минданао, Миндоро, известен в Папуа — Новая Гвинея.
Культивируется на территории Индокитая во Вьетнаме.

## Фармакология
Кратом содержит многие алкалоиды, включая митрагинин, который некогда считался его главным активным веществом и 7-гидроксимитрагинин, (7-OHM), который в настоящее время оценивается как наиболее вероятный кандидат на основное активное вещество. Хотя митрагинин структурно напоминает йохимбин, его фармакология довольно сильно отличается. Применявшие кратом в качестве природного антидепрессанта приписывают ему так же стимулирующие, энергетизирующие свойства. Кратом также содержит алкалоиды, присутствующие в перуанском растении Кошачий коготь, известном как uña de gato, которые являются стимуляторами иммунной системы (иммуномодуляторы) и понижают кровяное давление. Также в кратоме присутствует эпикатехин, мощный антиоксидант, имеющийся в тёмном шоколаде и близко схожий с EGCG, который придаёт зелёному чаю его полезные свойства. К другим содержащимся в кратоме алкалоидам относятся raubasine (наиболее известный из Rauwolfia serpentina) и некоторые алкалоиды, присутствующие в йохимбе, такие как коринантеидин.
Новое исследование, проведенное Управлением контролю за продуктами и лекарствами США (FDA), показало, что соединения из кратома действуют как опиоиды.

## Применение
Традиционно листья кратома использовались в качестве стимулятора крестьянами в Юго-Восточной Азии. Кратом использовался также для лечения гипертонии, кашля и диареи.
В Юго-Восточной Азии свежие листья обычно жуются (чаще всего на постоянной основе) рабочими с целью достижения стимулирующего эффекта и меньшей утомляемости. В других местах сушёные листья обычно заваривают как чай или экстрагируют водой, которую затем выпаривают в смолу, пригодную для употребления.

## Эффекты

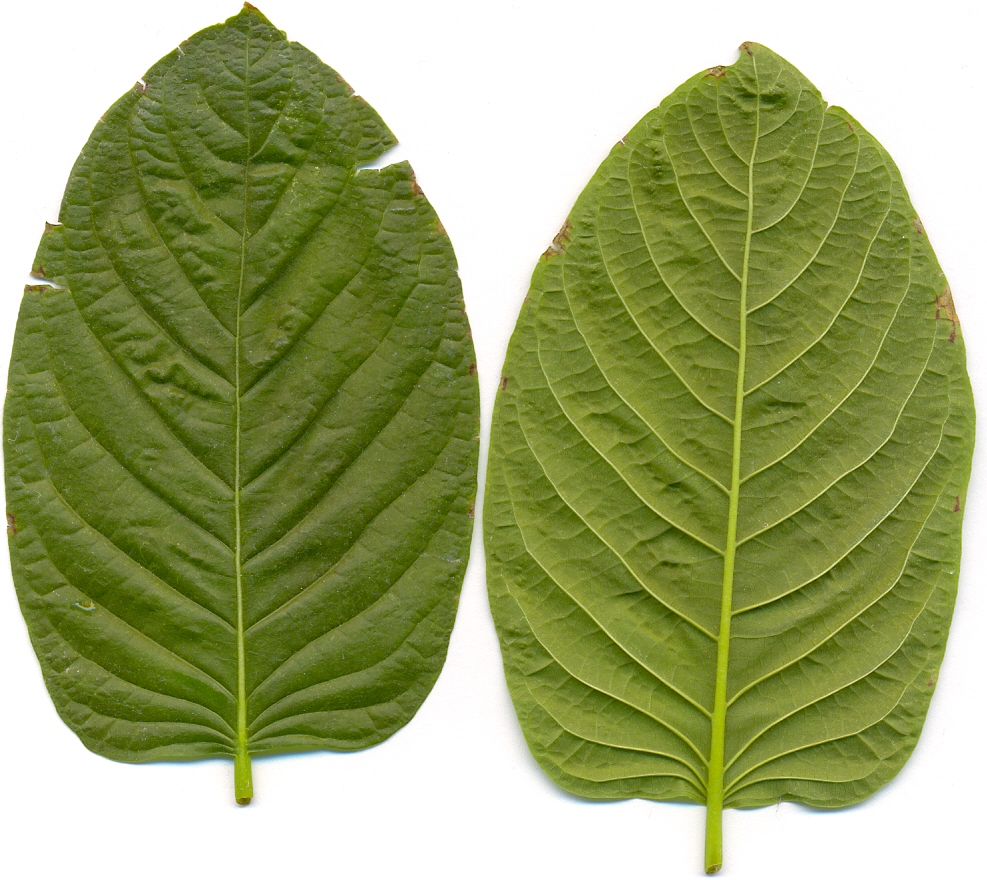
Листья кратома, вид листовых пластин сверху и снизу

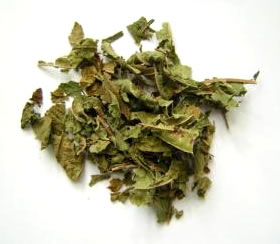
Высушенный лист кратома

Кратом обладает способностью облегчения синдрома отмены от алкоголя и опиатов, так как смесь содержащихся в нём алкалоидов является агонистом в отношении μ-рецепторов. Вызываемая им анальгезия, по некоторым данным, в несколько раз выше, чем у морфина. Крепкий отвар кратома (более 10 грамм сухих листьев на порцию) оказывает выраженное анальгезирующее и седативное действие, при превышении необходимой дозировки возможны расфокусировка зрения, тошнота, возможна рвота. Некрепкий отвар (примерно 1—3 грамма) обладает слегка стимулирующими свойствами, напоминающими кофеин, без побочных эффектов (таких как учащенное сердцебиение и т. п.), снимает легкие болевые ощущения, помогает сконцентрировать внимание на любом виде деятельности, повышает физическую выносливость. Продолжительность анальгезирующего действия примерно 4-5 часов, стимулирующего — 2—5 часов.

## Легальность
Митрагинин, содержащийся в листьях кратома агонист μ-опиоидных рецепторов, отнесён к Списку I наркотических средств, оборот которых в Российской Федерации запрещён, что делает хранение и приобретение кратома незаконным на территории России.